# Love & Death
Love & Death (bra: Amor e Morte; prt: Love & Death) é uma minissérie true crime de drama policial estadunidense, dirigida por Lesli Linka Glatter e Clark Johnson, com roteiro de David E. Kelley. Baseada em um assassinato real ocorrido em Wylie, Texas, nos Estados Unidos, a história aborda o caso de Candy Montgomery, uma dona de casa que matou brutalmente sua amiga com um machado. A minissérie também é inspirada no livro Evidence of Love: A True Story of Passion and Death in the Suburbs e na coleção de artigos do Texas Monthly intitulada "Love & Death In Silicon Prairie, Part I & II", ambos escritos por Jim Atkinson e John Bloom. É estrelada por Elizabeth Olsen, Jesse Plemons, Lily Rabe, Patrick Fugit, Krysten Ritter, Tom Pelphrey, Elizabeth Marvel e Keir Gilchrist. Estreou mundialmente em 27 de abril de 2023, na HBO Max.
A obra recebeu, em sua maioria, críticas positivas, com elogios às atuações (especialmente de Olsen), à cinematografia, aos cenários e à abordagem da história de Montgomery, destacando a humanidade em sua personagem. Em 1º de junho de 2023, a Max anunciou que Love & Death se tornou sua minissérie original mais assistida globalmente. No 75º Emmy Awards, Plemons foi indicado na categoria de Melhor Ator Coadjuvante em Minissérie ou Telefilme.

## Premissa
A série é baseada na história real de Candy Montgomery, uma dona de casa de Wylie, Texas, acusada de matar brutalmente com um machado sua amiga da igreja, Betty Gore, em 1980.

## Elenco e personagens

### Principal
- Elizabeth Olsen como Candy Montgomery
- Jesse Plemons como Allan Gore
- Lily Rabe como Betty Gore
- Patrick Fugit como Pat Montgomery
- Krysten Ritter como Sherry Cleckler
- Tom Pelphrey como Don Crowder
- Elizabeth Marvel como Jackie Ponder
- Keir Gilchrist como Ron Adams

### Recorrente
- Amelie Dallimore como Jenny Montgomery
- Liam Pileggi como Ian Montgomery
- Harper Heath como Alisa Gore
- Olivia Applegate como Carol Crowder
- Jennifer Neala Page como Betty Huffhines
- Kira Pozehl como Elaine Williams
- Bonnie Gayle Sparks como Jo Ann Garlington
- Aaron Jay Rome como Richard Garlington
- Sara Burke como Barbara Green
- Richard C. Jones como Tom Cleckler
- Matthew Posey como Bob Pomeroy

### Convidado
- Beth Broderick como Bertha Pomeroy
- Fabiola Andújar como Mary Adams
- Brian d'Arcy James como Dr. Fred Fason
- Mackenzie Astin como Tom O'Connell
- Adam Cropper como Robert Udashen
- Bruce McGill como Juiz Tom Ryan
- Drew Waters como Jerry McMahan
- Sunday Dangerstone como Tina Grant
- Charlie Talbert como Lester Gayler
- Robert Walden como Dr. Irving Stone
- Brad Leland como Chefe Royce Abbott
- Boo Arnold como Guarda do Texas GW Burks
- Dave Maldonado como Detetive Jim Cochran
- Chris Freihofer como Agente Joe Murphy
- Christin Sawyer Davis como Elaine Carpenter
- Deke Anderson como Dr. Vincent DiMaio

## Episódios
| N.º | Título (no Brasil)               | Dirigido por        | Escrito por     | Lançamento          |
| --- | -------------------------------- | ------------------- | --------------- | ------------------- |
| 1 | "The Huntress" "A Caçadora"      | Lesli Linka Glatter | David E. Kelley | 27 de abril de 2023 |
| Em 1978, na cidade de Wylie, Texas, Candy Montgomery é uma esposa e mãe amorosa, mas sente-se insatisfeita com sua vida. Ela se sente atraída por Allan Gore, um homem casado de seu grupo da igreja, cujo matrimônio está em crise, já que ele e sua esposa, Betty, enfrentam dificuldades para engravidar do segundo filho. Candy confessa sua atração a Allan, que retribui o interesse, mas fica receoso e insiste que eles analisem os riscos com cuidado. A pastora de Candy, Jackie, tenta convencê-la a desistir da ideia, mas sem sucesso. Candy e Allan se encontram várias vezes para discutir o possível futuro caso de adultério, concordando que, se algum dos dois se envolver emocionalmente demais, a relação será terminada. Em dezembro de 1978, eles iniciam o caso em um quarto de motel próximo a Dallas. |                                  |                     |                 |                     |
| 2 | "Encounters" "Encontros"         | Lesli Linka Glatter | David E. Kelley | 27 de abril de 2023 |
| Candy e Allan mantêm o caso por meses, ficando cada vez mais próximos enquanto se encontram em diferentes motéis e seguem um ritual similar: almoços tipo piquenique, fazer amor e banhos juntos. Ambos confessam que estão se apaixonando, mas continuam a se ver, especialmente porque a depressão de Betty torna difícil para Allan lidar com ela. Após o nascimento do bebê de Betty, Allan decide desacelerar o caso e focar em sua família, o que deixa Candy chateada. O relacionamento de Allan e Betty melhora depois que eles vão ao Encontro Matrimonial, um retiro de aconselhamento matrimonial promovido pela igreja em Dallas. A pastora Jackie deixa a paróquia, sendo substituída por Ron Adams, um novo líder que não consegue se conectar com a comunidade. |                                  |                     |                 |                     |
| 3 | "Stepping Stone" "Trampolim"     | Lesli Linka Glatter | David E. Kelley | 27 de abril de 2023 |
| Em outubro de 1979, Allan encerra o caso. Candy fica chateada no início, mas decide trabalhar em seu casamento com Pat, e ambos participam do Encontro Matrimonial. Betty começa a suspeitar que algo aconteceu entre Candy e Allan. Pat descobre o caso ao encontrar uma carta de amor secreta e confronta Candy, mas os dois acabam se reconciliando. Os Montgomerys se distanciam dos Gores, que também deixam o grupo da igreja liderado por Ron. Em 13 de junho de 1980, Betty, que desconfia estar grávida novamente, fica com ansiedade quando Allan viaja a trabalho. Candy vai até a casa dos Gores para pegar um maiô para a filha de Betty. Durante a visita, Betty pergunta sobre o caso e, quando Candy confirma, Betty a ameaça com um machado. |                                  |                     |                 |                     |
| 4 | "Do No Evil" "Não Faça o Mal"    | Lesli Linka Glatter | David E. Kelley | 4 de maio de 2023   |
| As duas começam a agir de forma passivo-agressiva uma com a outra até que Betty pega o machado e ataca Candy. Mais tarde, Candy sai da casa com cortes e hematomas visíveis, as roupas encharcadas e manchadas de sangue, e volta para casa para trocar de roupa e seguir o dia como se nada tivesse acontecido. Pat, seu marido, e Sherry, sua amiga, percebem que o comportamento de Candy está estranho. Enquanto isso, de sua viagem de negócios em Minnesota, Allan tenta entrar em contato com Betty, mas não consegue. Preocupado, ele pede aos vizinhos que entrem na casa, onde encontram o corpo ensanguentado de Betty. A polícia e a comunidade de Wylie inicialmente acreditam que Betty foi baleada por um estranho. Candy, a última pessoa a ver Betty viva, é interrogada pela polícia sobre os sapatos que usava. Ela destrói os chinelos que calçava durante o assassinato. Allan, então, confessa à polícia que teve um caso com Candy. |                                  |                     |                 |                     |
| 5 | "The Arrest" "A Prisão"          | Clark Johnson       | David E. Kelley | 11 de maio de 2023  |
| Candy é novamente interrogada pela polícia. Ela admite ter tido um caso com Allan, mas insiste friamente em sua inocência quanto ao assassinato de Betty. Candy contrata Don Crowder, um membro de seu grupo da igreja, como seu advogado e confidencia a ele que matou Betty depois que ela a "atacou". Um mandado de prisão é emitido contra Candy, que é mantida na cadeia do condado durante a noite, apesar dos esforços de Don para conseguir sua liberação mediante fiança. Os jornalistas sensacionalizam o caso, influenciando a opinião pública contra Candy. No pré-julgamento, Don provoca o juiz Ryan e falha em mudar o local do julgamento. Por recomendação de Don, Candy visita o psiquiatra Dr. Fred Fason, que usa hipnose para explorar os sentimentos reprimidos de Candy sobre o assassinato de Betty. Pat fica irritado por ser mantido afastado, até que, a pedido de Candy, Don revela a ele a verdade sobre o que Candy fez.     |                                  |                     |                 |                     |
| 6 | "The Big Top" "A Tenda de Circo" | Clark Johnson       | David E. Kelley | 18 de maio de 2023  |
| Na seleção do júri, Don anuncia que Candy realmente matou Betty, mas em legítima defesa. O julgamento começa. Allan sobe ao banco das testemunhas e é questionado sobre a ansiedade e depressão de Betty, além do caso que teve com Candy. Durante o julgamento, Candy toma Serax, contrariando o conselho de Don; ele teme que sua falta de reação faça com que ela pareça insensível para o júri. O pastor Ron fala de forma habilidosa à mídia em defesa de Candy. Ao interrogar as testemunhas da acusação, Don consegue argumentar que o assassinato não foi premeditado, mas é difícil refutar o depoimento do patologista sobre os 40 golpes brutais de machado que Candy desferiu no corpo de Betty. O juiz Ryan ordena que Don chame a primeira testemunha de defesa antes do previsto; Don pede um adiamento, já que Candy ainda está medicada, mas o juiz Ryan lhes dá apenas dez minutos para se prepararem.                                   |                                  |                     |                 |                     |
| 7 | "Ssssshh"                        | Lesli Linka Glatter | David E. Kelley | 25 de maio de 2023  |
| Candy sobe ao banco das testemunhas e relata os eventos do assassinato de Betty, explicando como Betty a atacou primeiro e como ela perdeu o controle ao começar a golpear Betty com o machado. O Dr. Fason sobe ao banco e testemunha sua opinião de que Candy inicialmente agiu em legítima defesa, mas depois teve uma reação dissociativa desencadeada por traumas reprimidos da infância, o que a levou a golpear Betty repetidamente. A acusação contra-argumenta, questionando detalhes da cena do crime que Candy não consegue explicar adequadamente, sugerindo que ela é uma boa mentirosa que enganou familiares e amigos. Don chama testemunhas de caráter para afirmar que Betty era difícil de lidar. No final, Candy é considerada inocente pelo júri. Oito dias depois, os Montgomerys partem para começar uma nova vida na Geórgia, com Candy fazendo uma parada na casa dos Gores, a caminho, para se despedir de Allan.                 |                                  |                     |                 |                     |

## Produção
Em maio de 2021, foi anunciado que a HBO Max havia dado sinal verde para a minissérie, com Elizabeth Olsen escalada para o papel principal. Jesse Plemons se juntou ao elenco no final do mesmo mês. Em junho, Patrick Fugit foi adicionado ao elenco, com Lily Rabe, Keir Gilchrist, Elizabeth Marvel, Tom Pelphrey e Krysten Ritter juntando-se nos meses seguintes.
As filmagens foram feitas originalmente em um estúdio de som em Kyle, Texas, começando em 27 de setembro de 2021 e terminando em 7 de abril de 2022. Dentre as locações usadas, estão: Austin, Texas, e arredores, incluindo La Grange, Coupland, Georgetown, Hutto, Seguin, Kerrville, Lockhart, Killeen, Smithville, Buda e San Marcos.

## Lançamento
Love & Death estreou na HBO Max em 27 de abril de 2023, com os três primeiros episódios disponibilizados imediatamente e os demais sendo lançados semanalmente até 25 de maio. No Reino Unido, a série estreou em 7 de setembro de 2023 na plataforma de streaming sob demanda da ITV ITVX, seguida pela estreia na televisão linear no ITV1, em 20 de julho de 2024.

## Recepção

### Resposta da crítica
No site agregador de críticas Rotten Tomatoes, Love & Death detém um índice de aprovação de 62% com base em 50 críticas, com uma classificação média de 6,5/10. O consenso dos críticos do site diz: "Elizabeth Olsen, de forma excelente, dá um pouco de vida a Love & Death, mas essa repetitiva reinterpretação de um assassinato brutal faz pouco para se distinguir de outras histórias de true crime." O Metacritic atribuiu à série uma pontuação média ponderada de 62 em 100, com base em 18 críticos, indicando "críticas geralmente favoráveis".
A Variety afirmou que Love & Death é "bem feita", mas sem originalidade, fazendo comparações com a série Candy, de 2022, da plataforma Hulu, que trata do mesmo assunto. A revista credita o estouro do true crime como uma razão para a forma como a série "transforma pessoas reais em versões exageradas, embora empaticamente retratadas, de si mesmas".

## Prêmios e indicações
| Ano  | Prêmio                            | Categoria                                                     | Recipiente(s)   | Resultado | Ref.   |
| ---- | --------------------------------- | ------------------------------------------------------------- | --------------- | --------- | ------ |
| 2023 | Critics' Choice Television Awards | Melhor Série Limitada                                         | Love & Death    | Indicado  | [ 30 ] |
| 2023 | Critics' Choice Television Awards | Melhor Ator Secundário em Filme ou Minissérie                 | Jesse Plemons   | Indicado  | [ 30 ] |
| 2023 | Golden Globe Awards               | Melhor Atriz em Minissérie ou Telefilme                       | Elizabeth Olsen | Indicado  | [ 31 ] |
| 2023 | Primetime Emmy Awards             | Melhor Ator Coadjuvante em Série Limitada ou Filme Antológico | Jesse Plemons   | Indicado  | [ 32 ] |
| 2023 |                                   |                                                               |                 |           |        |